# Onosma trachytrichum
Onosma trachytrichum är en strävbladig växtart som beskrevs av Pierre Edmond Boissier. Onosma trachytrichum ingår i släktet Onosma och familjen strävbladiga växter. Inga underarter finns listade i Catalogue of Life.